# Gräberfeld Franzhausen Swietelsky I
Das Gräberfeld Franzhausen Swietelsky I wurde im Rahmen von Rettungsgrabungen des österreichischen Bundesdenkmalamtes geborgen und wird aufgrund der Beigaben und Trachtausstattung der Toten der frühbronzezeitlichen Böheimkirchner Gruppe der Věteřov-Kultur zugeordnet.

## Geographische Lage
Das Gräberfeld befand sich im Unteren Traisental (Bezirk St. Pölten, Niederösterreich), 170 m südlich des frühbronzezeitlichen Gräberfeldes Franzhausen II der Unterwölblinger-Kulturgruppe.

## Fundgeschichte
Das Untere Traisental war seit Anfang 1980 durch den Ausbau der Schnellstraße S 33 und systematische Schotterabbautätigkeiten Ziel umfangreicher, archäologischer Untersuchungen, bei denen zahlreiche urgeschichtliche Siedlungen und Grabstätten zu Tage traten. 2004 wurde das Gräberfeld entdeckt und geborgen, das die Bezeichnung Franzhausen Swietelsky I erhielt.

## Befundsituation

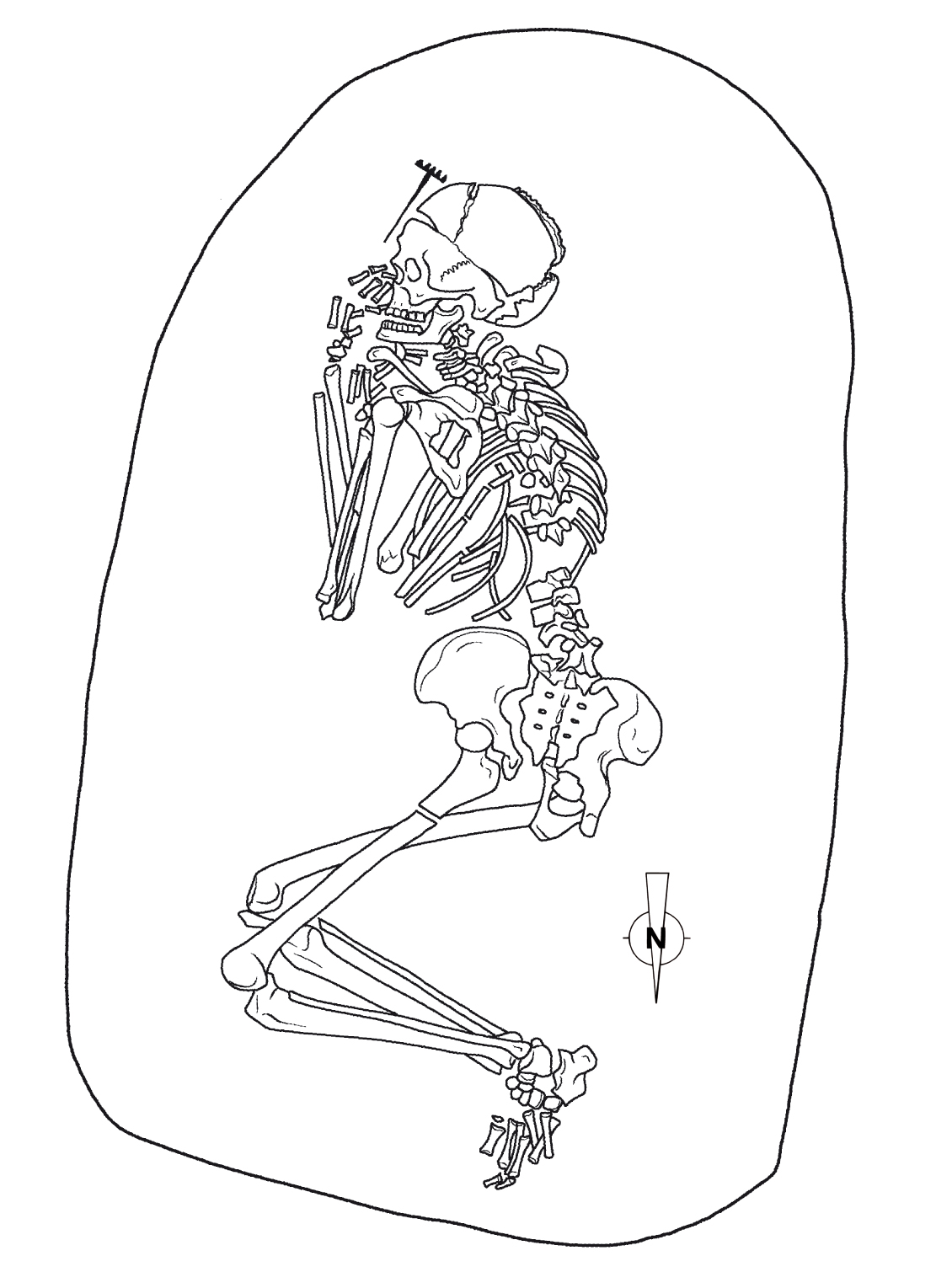
Franzhausen Swietelsky I, Grab 47, Hockerbestattung einer Frau (Graphik BDA)

Die Fundstelle umfasste 57 Befunde, wobei 36 durch die Anwesenheit von Skelettresten eindeutig als Gräber zu verifizieren sind. 22 Gräber waren eindeutig durch sekundäre Eingriffe beeinträchtigt, was durch die massive Verlagerung bzw. Fehlen von Skelettteilen dokumentiert wurde, ein bekanntes und oft beobachtetes Phänomen der Frühbronzezeit. Die Toten waren in gehockter Seitenlage geschlechtsdifferenziert bestattet worden. Dem regionalen Brauch folgend lagen Frauen mit dem Kopf im Süden und Männer mit dem Kopf im Norden mit dem Blick nach Osten gewandt.
Zu dieser Zeit vollzog sich ein Wandel im Begräbnisritual: Die vorangegangene Tradition, den Toten mit Speise und Trank auszustatten, wurde aufgegeben, so dass nur noch in wenigen Gräbern die Behältnisse in Form von Keramikgefäßen vorgefunden wurden. Hier sei ein besonderes Stück hervorgehoben: Die Fußschale aus Grab 27, die im Fachjargon als „Steckdose“ bezeichnet wird. Ihre gerade Gefäßwand ist mit einem großflächigen, punktierten Zick-Zack-Muster verziert, wie wir es von wenigen Parallelfunden kennen. In Grab 33 befanden sich in der einfachen Schale eine Feuersteinklinge und ein Bronzepfriem, also die Überreste des ehemaligen Essbestecks. 
Ansonsten blieben in den Gräbern nur die unvergänglichen Teile der Totentracht neben den Skeletten erhalten. Um die Kleidung zu verschließen, wurden Nadeln im Schulterbereich benutzt, der damaligen Mode entsprechend handelt es sich um schrägdurchlochte Kugelkopfnadeln. An Schmuck konnten Arm- und Fußreifen mit Spiralenden, Schleifenringe als Haarschmuck und kleine Ohrringe geborgen werden. Eine Besonderheit stellt die Rondellnadel aus Grab 47 dar. Diese größere Nadel mit verziertem Scheibenkopf lag an der Stirn einer 20- bis 30-jährigen Frau. Vermutlich wurde sie dazu benutzt, ein Leichentuch zu schließen. Diese Artefakte werden mit vielen anderen Fundstücken aus dem Traisental im Urzeitmuseum Nußdorf ob der Traisen ausgestellt.
Die Skelette wurden anthropologisch untersucht, um Sterbealter und Geschlecht zu bestimmen. Dabei konnten 15 Frauen und 12 Männer erkannt werden. Acht Kinder wurden neben 24 über 20-Jährigen niedergelegt. Die Ältesten erreichten ein Alter von 50 Jahren. 

## Datierung
Aufgrund der häufigen Nutzung der schrägdurchlochten Kugelkopfnadel, eines Leittyps der ausgehenden Frühbronzezeit, kann das Gräberfeld in einen Zeitraum um 1700/1500 v. Chr. datiert werden. Die nächstgelegenen, zeitgleichen Nekropolen der Böheimkirchner Gruppe der Věteřov-Kultur sind Gemeinlebarn F und Neumarkt an der Ybbs. 